# Welland-csatorna
A Welland-csatorna 43,3 kilométer hosszan húzódik az Erie-tó és az Ontario-tó között. A csatorna az észak-amerikai Nagy-tavakat az Atlanti-óceánhoz kapcsoló tengeri hajózóút része. A csatornát azért építették, hogy a hajók a Niagara-vízesés kikerülésével az észak-amerikai kontinens szívében fekvő Nagy-tavakig juthassanak fel. 
Évente 3000 tengerjáró, illetve tavi hajón összesen 40 millió tonna áru halad át a csatornán. Megépülte óta nem szükséges az árut folyami hajókon vagy vasúton a montreali kikötőbe szállítani, az óceánjáró hajók közvetlenül érhetik el Chicago, Detroit, illetve a Nagy-tavak ipari központjainak kikötőit.

## Történet

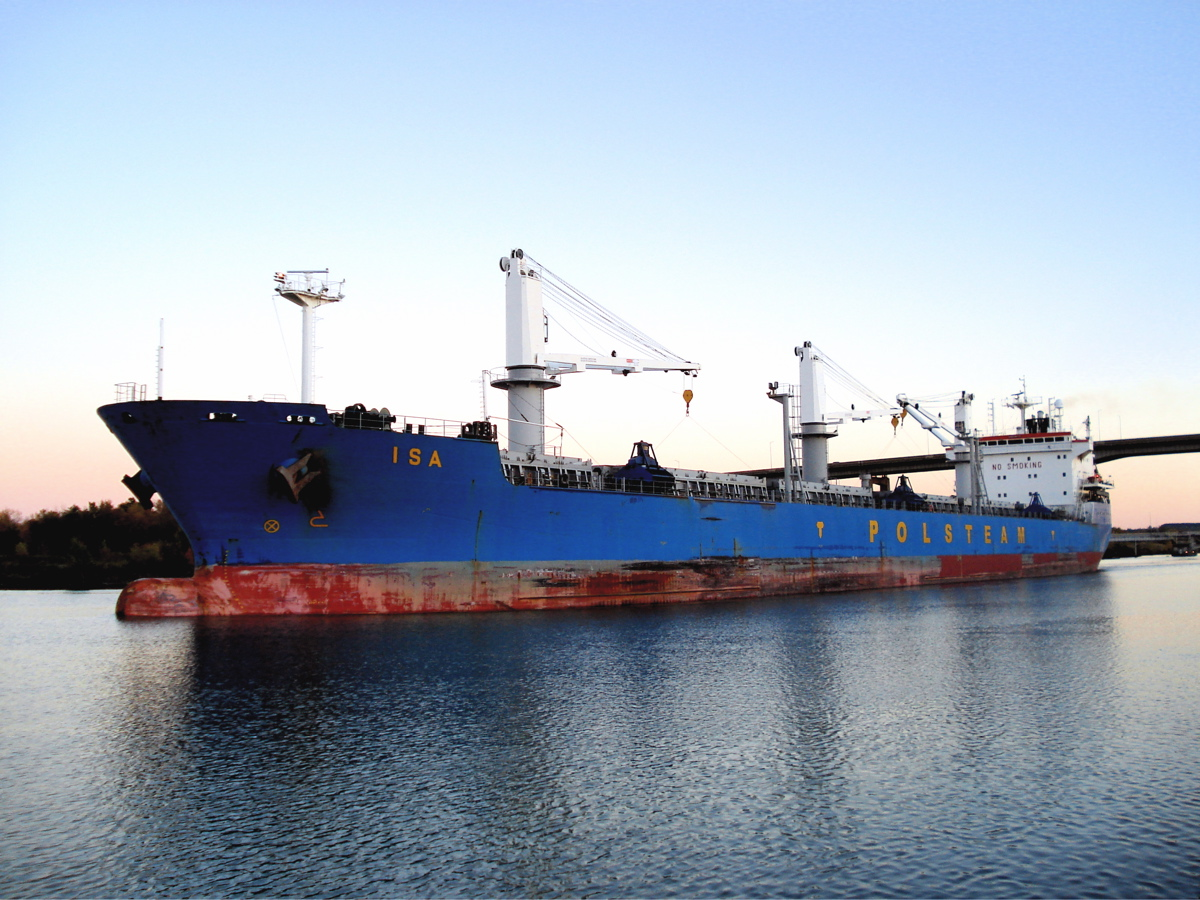
Lengyel óceánjáró halad az Erie-tó irányába a Szent Katalin-magashíd alatt

A Welland Csatorna Társaságot 1824-ben William Hamilton Merritt amerikai vállalkozó alapította, hogy vizet vezessen malmához. A csatorna szakaszosan épült meg, és kezdetekben nem is szándékozták nagyobb méretű hajók átbocsátására használni. Az 1833-ban megnyílt 44 kilométeres csatornát 40, fából ácsolt zsilip tagolta. A csatornán áthaladni képes leghosszabb hajó 33,5 méter hosszú és 2 méteres merülésű volt. 
1839-ben Felső-Kanada kormánya felvásárolta a csatornatársaságot és nekikezdtek a meder mélyítésének, hogy az egyre nagyobb hajók számára is átjárható legyen a létesítmény. A zsilipek számát 27-re csökkentették, a lehetséges hajóhosszt 45,7 méterre növelték.
Az igyekezet azonban hiábavalónak mutatkozott, mivel 1854-ben megnyílt a csatornával párhuzamosan futó vasútvonal, amely gyorsaságával és hatékonyságával elcsábította a csatorna ügyfeleit. A hajók mérete tovább növekedett, így a csatornát újból mélyíteni és nagyobbítani kellett. 1859-ben már 89 méter volt a lehetséges hajóhossz, a vízmélység pedig 4,3 méter, de még így is kevés volt. 1913-ban a csatorna nyomvonalát egy helyen megváltoztatva nagyszabású munkálatok kezdődtek. A zsilipeket 235 méteresre növelték, a hajózóút mélysége pedig elérte a 7,3 métert. 
Az utolsó nagy csatornaépítés az 1950-es években zajlott. A csatorna alatt alagutakat építettek, a vízmélységet 8,2 méterre növelték. A csatornát keresztező nagyszámú, alacsonyabb rendű közutat felnyíló hidakkal látták el. Egy 13,8 kilométer hosszú új csatornaszakasz megépítésével kikerülték Welland belvárosát, ezzel a hajók lehetséges hossza 225 méteresre növekedett.

## Technikai adatok
| Hosszúság               | 44 km     |
| A víztükör szélessége   | változó   |
| A hajóút szélessége     | 100 méter |
| Mélység                 | 8,2 m     |
| Áthidalt szintkülönbség |           |
| Áthaladási idő          | 11 óra    |

| A 8 csatornazsilip adatai: |        |
| -------------------------- | ------ |
| Kamra hossza               | 268 m  |
| Kamra szélessége           | 24,4 m |

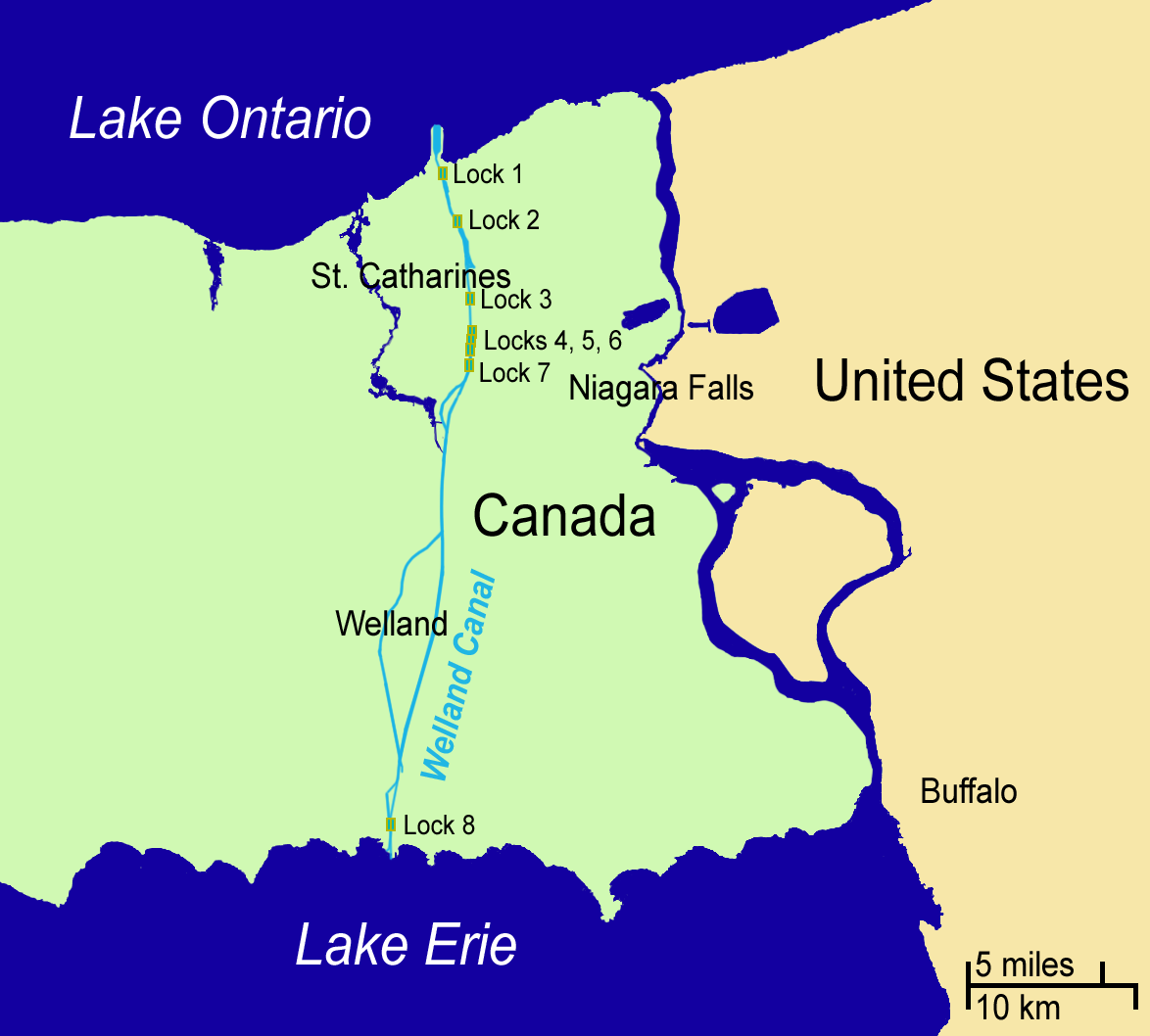
A Welland-csatorna helyzete

Lehetséges legnagyobb hajóméretek a csatornán:
| Hossz                    | 225,5 méter |
| Magasság víztükör felett | 35,5 méter  |
| Merülés                  | 8,2 méter   |